# Odense Teater

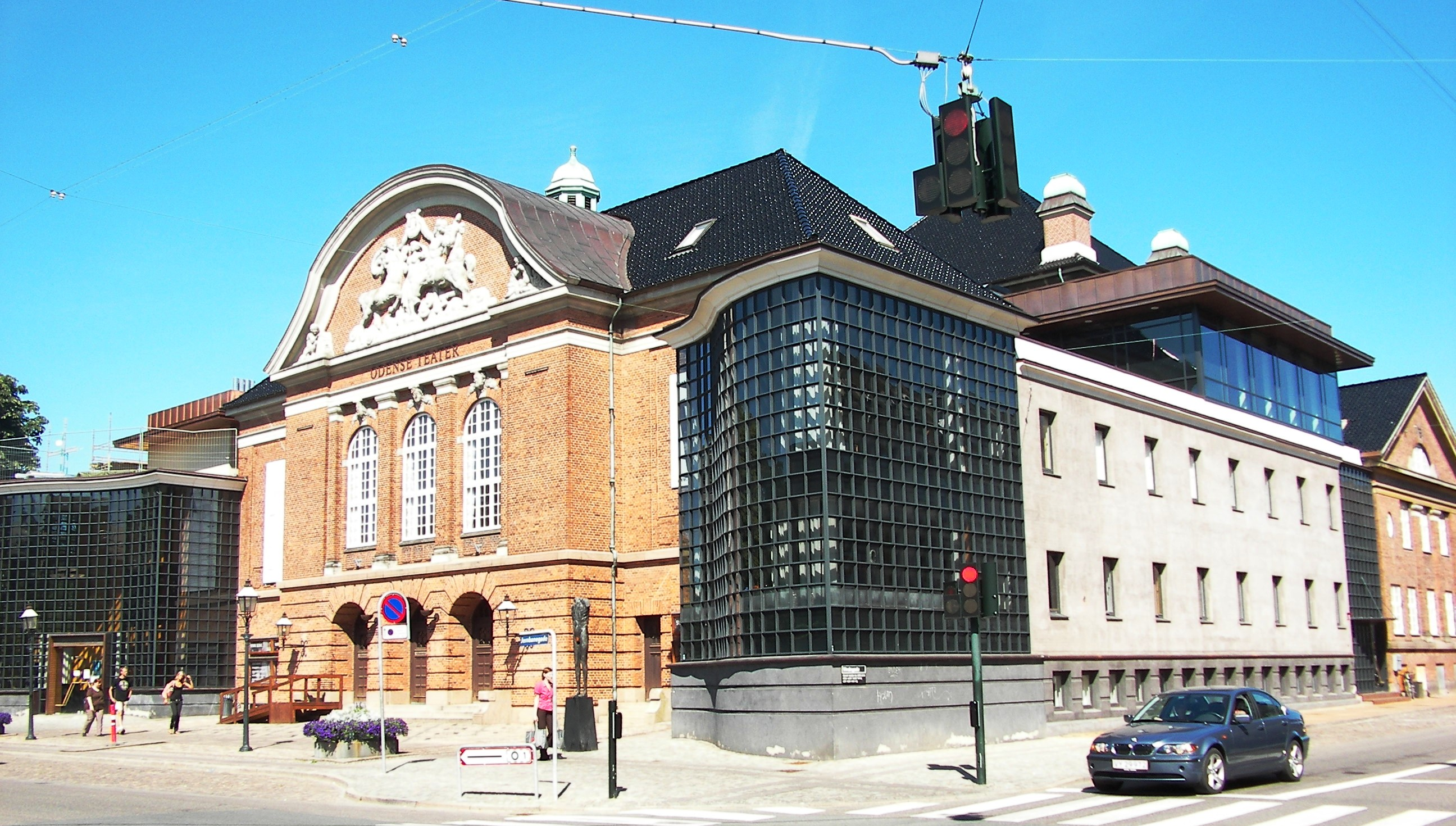
L'Odense Teater en 2006.

L'Odense Teater est un théâtre situé à Odense. Sa fondation remonte à 1796, ce qui en fait le second plus vieux théâtre du Danemark (après le Théâtre royal). Il est une des trois scènes régionales (en danois : Landsdelsscene) avec le Aarhus Teater et le Aalborg Teater.
L'Odense Teater se trouve à Jernbanegade et comporte trois scènes : la Store Scene, la Værkstedet et la Foyerscenen. Il comporte aussi deux scènes supplémentaires dans une vieille fabrique de sucre (la Farinen et la Raffinaderiet) où se trouve aussi une école d'art dramatique.

## Histoire
L'Odense Teater se situait auparavant à Sortebrødre Torv, où Hans Christian Andersen fit ses débuts d'écrivain.
C'est à l'Odense Teater qu'eut lieu le 14 novembre 1877 la première des Piliers de la société d'Henrik Ibsen, premier drame réaliste.

## Acteurs y ayant joué
- Lili Lani (1905-1996)
- Nina Bendixen

## Source de la traduction
- (en) Cet article est partiellement ou en totalité issu de l’article de Wikipédia en anglais intitulé « Odense Teater » (voir la liste des auteurs).